# Kanoistika na Letních olympijských hrách 2000 – K1 slalom ženy
Závod ve vodním slalomu K1 žen na Letních olympijských hrách 2000 se konal na kanále v areálu Penrith Whitewater Stadium ve dnech 17. a 18. září 2000. Z českých závodnic se jej zúčastnily Irena Pavelková (5. místo) a Štěpánka Hilgertová, která získala zlatou medaili.

## Program
| Datum                 | Fáze        |
| --------------------- | ----------- |
| neděle 17. září 2000  | kvalifikace |
| pondělí 18. září 2000 | finále      |

## Výsledky
| Pořadí           | Jméno                                | Kvalifikace | Kvalifikace | Kvalifikace | Kvalifikace | Kvalifikace | Kvalifikace | Finále       | Finále       | Finále       | Finále       | Finále       | Finále       |
| Pořadí           | Jméno                                | 1. jízda    | Pen.        | 2. jízda    | Pen.        | Celkem      | Pořadí      | 1. jízda     | Pen.         | 2. jízda     | Pen.         | Celkem       | Pořadí       |
| ---------------- | ------------------------------------ | ----------- | ----------- | ----------- | ----------- | ----------- | ----------- | ------------ | ------------ | ------------ | ------------ | ------------ | ------------ |
| Zlatá medaile    | Štěpánka Hilgertová (CZE)            | 143,56      | 0           | 141,51      | 0           | 285,07      | 2.          | 125,21       | 0            | 121,83       | 0            | 247,04       | 1.           |
| Stříbrná medaile | Brigitte Guibalová (FRA)             | 147,67      | 2           | 144,95      | 4           | 292,62      | 4.          | 124,98       | 2            | 126,90       | 2            | 251,88       | 2.           |
| Bronzová medaile | Anne-Lise Bardetová (FRA)            | 154,90      | 6           | 154,18      | 2           | 309,08      | 11.         | 125,77       | 0            | 129,00       | 0            | 254,77       | 3.           |
| 4.               | Elena Kaliská (SVK)                  | 141,58      | 0           | 143,32      | 4           | 284,90      | 1.          | 126,68       | 0            | 129,27       | 4            | 255,95       | 4.           |
| 5.               | Irena Pavelková (CZE)                | 146,47      | 2           | 144,07      | 2           | 290,54      | 3.          | 129,31       | 2            | 126,80       | 0            | 256,11       | 5.           |
| 6.               | Mandy Planertová (GER)               | 151,96      | 4           | 146,43      | 2           | 298,39      | 7.          | 126,03       | 2            | 131,82       | 2            | 257,85       | 6.           |
| 7.               | Rebecca Giddensová (USA)             | 148,48      | 4           | 148,13      | 2           | 296,61      | 6.          | 129,26       | 2            | 129,43       | 2            | 256,69       | 7.           |
| 8.               | Danielle Woodwardová (AUS)           | 161,49      | 8           | 152,31      | 4           | 313,80      | 14.         | 132,58       | 4            | 129,31       | 0            | 261,89       | 8.           |
| 9.               | Sandra Friedliová (SUI)              | 150,89      | 2           | 155,12      | 10          | 306,01      | 9.          | 127,79       | 2            | 134,51       | 6            | 262,30       | 9.           |
| 10.              | Susanne Hirtová (GER)                | 155,29      | 4           | 143,65      | 2           | 298,94      | 8.          | 131,08       | 2            | 134,93       | 2            | 266,01       | 10.          |
| 11.              | Gabriela Stacherová (SVK)            | 148,55      | 0           | 146,38      | 0           | 294,93      | 5.          | 134,02       | 0            | 134,61       | 2            | 268,63       | 11.          |
| 12.              | Laura Blakemanová (GBR)              | 155,47      | 4           | 156,00      | 8           | 311,47      | 13.         | 136,91       | 2            | 136,80       | 0            | 273,71       | 12.          |
| 13.              | Margaret Langfordová (CAN)           | 163,55      | 6           | 150,96      | 4           | 314,51      | 15.         | 140,82       | 4            | 133,32       | 4            | 274,14       | 13.          |
| 14.              | María Eizmendiová (ESP)              | 160,02      | 6           | 151,15      | 2           | 311,17      | 12.         | 136,97       | 2            | 139,58       | 4            | 276,55       | 14.          |
| 15.              | Violetta Oblingerová-Petersová (AUT) | 149,71      | 2           | 158,77      | 4           | 308,48      | 10.         | 145,64       | 2            | 136,65       | 2            | 282,29       | 15.          |
|                  |                                      |             |             |             |             |             |             |              |              |              |              |              |              |
| 16.              | Maria Cristina Giai Pronová (ITA)    | 157,34      | 4           | 164,55      | 6           | 321,89      | 16.         | nepostoupila | nepostoupila | nepostoupila | nepostoupila | nepostoupila | nepostoupila |
| 17.              | Nada Maliová (SLO)                   | 163,26      | 6           | 162,19      | 6           | 325,45      | 17.         | nepostoupila | nepostoupila | nepostoupila | nepostoupila | nepostoupila | nepostoupila |
| 18.              | Eadaoin Ni Challarainová (IRL)       | 167,93      | 8           | 163,56      | 6           | 331,49      | 18.         | nepostoupila | nepostoupila | nepostoupila | nepostoupila | nepostoupila | nepostoupila |
| 19.              | Beata Grzesiková (POL)               | 208,80      | 56          | 147,58      | 2           | 356,38      | 19.         | nepostoupila | nepostoupila | nepostoupila | nepostoupila | nepostoupila | nepostoupila |
| 20.              | Florence Fernandesová (POR)          | 227,65      | 56          | 162,10      | 2           | 389,75      | 20.         | nepostoupila | nepostoupila | nepostoupila | nepostoupila | nepostoupila | nepostoupila |